# Lasse Vibe
Lasse Vibe, född 22 februari 1987 i Tranbjerg, är en dansk före detta fotbollsspelare som sist spelade för FC Midtjylland. Han är känd i Sverige efter att ha vunnit skytteligan i IFK Göteborg 2014, och under åren 2013–2015 gjorde han 31 mål på 56 matcher för klubben.

## Klubbkarriär
Under säsongen 2013 spelade Vibe 14 matcher och gjorde två mål för IFK Göteborg. Den 17 april 2014 gjorde Vibe ett hattrick i 5–0-segern över Åtvidabergs FF på Gamla Ullevi. Den 20 juli 2014 gjorde han sitt andra hattrick för säsongen i 3–1-segern över Mjällby AIF. Den 24 september samma år gjorde han sitt tredje hattrick för säsongen, denna gång mot Örebro SK. Vibes sammanlagda 23 mål i Allsvenskan på 26 spelade matcher under säsongen 2014 tog honom till vinst av skytteligan och IFK till en andraplats i serien.
Den 23 juli 2015 värvades Vibe av engelska Brentford., där han stannade till 2018.
Därefter följde en ettårig sejour i kinesiska Changchun Yatai.

### Återkomst i IFK Göteborg
Under säsongen 2019 återvände Vibe till IFK Göteborg där han gjorde 20 matchar varav 10 från start och fem mål under säsongen. Vibe gjorde ett mål under sin sista match i den blåvita tröjan mot Östersunds FK den 2 november 2019 på Gamla Ullevi. 
Han blev dessutom utsedd till Årets ärkeängel 2019 av Supporterklubben Änglarnas medlemmar.

### FC Midtjylland
Den 4 november 2019 värvades Vibe av FC Midtjylland, där han skrev på ett 1,5-årskontrakt med start från januari 2020.

## Landslagskarriär
8 augusti 2012 blev Lasse Vibe uttagen till danska landslaget för första gången, det blev dock ingen match för Vibe.